# ハングリー・ラビット
『ハングリー・ラビット』（原題: Seeking Justice）は、2011年制作のアメリカ合衆国のサスペンス・アクション映画。
ロジャー・ドナルドソン監督、トビー・マグワイア製作、ニコラス・ケイジ主演。ケイジが出演を熱望した作品である。

## あらすじ
ニューオーリンズで高校教師を務めるウィルは音楽家の妻ローラと幸せな日々を送っていたが、ある日、ローラが何者かにレイプを受け、その際に行われた暴行から負傷もしてしまう。
病院で激しいショックを受けて、混乱したウィルにサイモンという謎の男が近づいてきて、彼に囁いた。「妻を襲った犯人を代わりに自分が始末してやろうか？」と。それは正義の名のもとに行なわれる“代理殺人”の提案だった。
ウィルは衝動的にその話に乗り、“代理殺人”は実行された。しかしそれから半年後、ウィルのもとにサイモンが再び現れ、今度はウィルが“代理殺人”を実行するように迫られてしまう。

## 登場人物
ウィル・ジェラード
演 - ニコラス・ケイジ
ニューオーリンズで高校教師を務める男性。担当は国語。チェスをたしなんでいる。妻が暴行された復讐から本意ではないものの犯罪に手を染める。
ローラ・ジェラード
演 - ジャニュアリー・ジョーンズ
ウィルの妻。音楽家。作中でもチェロを弾いている。暴漢に襲われ重体になる。半年後に回復し、その後事件の影響から護身術を嗜むようになった。
サイモン
演 - ガイ・ピアース
謎の男。ウィルに近づき代理殺人を頼む。周囲にはウィルの友人のようにふるまっている。
ジミー
演 - ハロルド・ペリノー
ウィルの親友で同僚。チェスをたしなんでおり、いつもウィルに勝っている。
トルーディ
演 - ジェニファー・カーペンター
ウィルの友人。
ダーガン
演 - ザンダー・バークレー
刑事。殺人容疑のかかったウィルを取り調べた。実はサイモンの関係者。
アラン・マーシュ
新聞記者。優秀な記者ではあるがサイモンからは素性を隠された上で性犯罪者として周囲に語っていた。
ルデスキ
刑事。

## キャスト
| 役名               | 俳優                       | 日本語吹替 |
| ------------------ | -------------------------- | ---------- |
| ウィル・ジェラード | ニコラス・ケイジ           | 大塚明夫   |
| ローラ・ジェラード | ジャニュアリー・ジョーンズ | 北西純子   |
| サイモン           | ガイ・ピアース             | 宮内敦士   |
| ジミー             | ハロルド・ペリノー         | 杉村憲司   |
| トルーディ         | ジェニファー・カーペンター | 古川玲     |
| ダーガン刑事       | ザンダー・バークレー       | 森功至     |
| スカー             | アイアン・E・シングルトン  |            |
| ジョーンズ         | カレン・モス               |            |
| グリーン刑事       | マーカス・ライル・ブラウン |            |

- その他の日本語吹替え：あんべあつし、宮本崇弘、山岸治雄、益山武明、古川玲、真田五郎、竹内栄治、山内健嗣、三浦綾乃

## 評価
レビュー・アグリゲーターのRotten Tomatoesでは79件のレビューで支持率は28%、平均点は4.50/10となった。Metacriticでは21件のレビューを基に加重平均値が38/100となった。